# Baryceros guttatus
Baryceros guttatus är en stekelart som beskrevs av Johann Ludwig Christian Gravenhorst 1829. Baryceros guttatus ingår i släktet Baryceros och familjen brokparasitsteklar. Inga underarter finns listade.